# Jeżówka (województwo małopolskie)
Jeżówka – wieś w Polsce, położona w województwie małopolskim, w powiecie olkuskim, w gminie Wolbrom, nad strugą Jeżówką, biorącą początek w okolicach wsi.

## Podział administracyjny
W latach 1954–1961 wieś należała i była siedzibą władz gromady Jeżówka, po jej zniesieniu w gromadzie Łobzów. W latach 1975–1998 miejscowość administracyjnie należała do województwa katowickiego.

## Części wsi
| SIMC    | Nazwa                | Rodzaj    |
| ------- | -------------------- | --------- |
| 0224082 | Cerkiewska Góra      | część wsi |
| 0224099 | Drzewie              | część wsi |
| 0224107 | Dziubdzielowska Góra | część wsi |
| 0224113 | Grabowiec            | część wsi |
| 0224120 | Kopaniny             | część wsi |
| 0224136 | Marusowska Góra      | część wsi |
| 0224142 | Pod Chliną           | część wsi |
| 0224159 | Powodnik             | część wsi |
| 0224165 | Razusowska Góra      | część wsi |
| 0224171 | Rogoniowska Góra     | część wsi |
| 0224188 | Stara Wieś           | część wsi |
| 0224194 | Stasiurowska Góra    | część wsi |

## Uwarunkowanie geologiczne
Jeżówka położona jest na Wyżynie Krakowsko-Częstochowskiej.
Ogólnie obszar Jeżówki tworzy platformę płaskowyżu nachyloną w kierunku od zachodu ku wschodowi, otoczoną w odległości kilkunastu kilometrów jeszcze wyższymi wzniesieniami. Są nimi: na zachodzie pasmo Smoleńskie – Góra Zamkowa (486 m n.p.m.), na wschodzie pasmo Wzgórz Tunelskich – Biała Góra (ok. 480 m n.p.m.), na południu to Buk (451 m n.p.m.).

## Oświata
Po 1896 r. w Jeżówce wybudowano szkołę drewnianą. W 1906 r. przystąpiono do budowy obecnej szkoły. Na przełomie 20. i 30. lat XX wieku do szkoły chodziło około 200 dzieci. Dla porównania w 2000 r. uczęszczało 115. Znaczącej rozbudowy dokonano w latach 1960–1962 i w latach 1968–1970 oraz w połowie lat 90. XX wieku co dało ostatecznie obecny wygląd budynkowi. W latach 2001–2005 dobudowano jeszcze salę gimnastyczną.

## Historia Ochotniczej Straży Pożarnej w Jeżówce
Ochotnicza Straż Pożarna w Jeżówce została założona w 1928 r. pod nazwą "Towarzystwo Ochotniczej Straży Pożarnej". Oficjalne zarejestrowanie i wciągnięcie do rejestru stowarzyszeń i związków nastąpiło 20 grudnia 1929 r. decyzją wojewody kieleckiego.

## Historia jeżowskiej parafii
Dnia 29 czerwca 1947 odczytany został dekret bpa Czesława Kaczmarka, ordynariusza diecezji kieleckiej, wydzielający część wsi Jeżówki kol. Drzewie z parafii Chlina i przydzielając ją do parafii Tczyca z dniem 1 lipca 1947. Kościół wybudowano w ciągu około 3 lat. Pozwolenie na budowę świątyni wydał wojewoda katowicki. Przystąpiono do budowy plebanii, którą ukończono w 1983.
Administracyjnie parafia pw. Wniebowzięcia NMP należy do dekanatu wolbromskiego diecezji sosnowieckiej.
Parafia liczy obecnie około 1000 wiernych.